# Johann von Kunst
Johann von Kunst (* 9. Mai 1779 in Bistrau als Johann Kunst; † 16. November 1877 in München) war ein bayerischer Generalleutnant, Stadtkommandant von München und Präsident des Generalauditoriats.

## Leben

### Kriegsdienste in den Koalitionskriegen
Als Sohn des Franz Kunst und dessen Gattin Anna wurde Johann zusammen mit seinem Zwillingsbruder Joseph (1779–1834) im böhmischen Bistrau geboren. Als Freiwilliger der k.k. Armee machte er die Feldzüge 1792–1793 mit. 1794 kam er in Salzburgischen Dienst und wurde erst zum Fähnrich, dann zum Unterleutnant ernannt. Kunst war u. a. an der Durchbrechung der französischen Linien während der Belagerung von Mainz (1795) und dem Bombardement von Philippsburg (1799) beteiligt. Im Jahre 1805 kam Kunst in Würzburgischen Dienst und war 1807 vor Danzig.

### Militärlaufbahn in Bayern
Mit dem Jahr 1814 wurde Johann von Kunst durch Bayern übernommen und kletterte die Karriereleiter immer weiter bis zum Generalleutnant hinauf. Mehrere Regimenter durchlaufend wurde er 1844 zum Stadtkommandanten von München ernannt. Von 1852 bis 1859 war er Präsident des Generalauditoriats; 1859 erfolgte die Versetzung in den Ruhestand. Es endete somit eine Militärkarriere von 72 aktiven Dienstjahren, worauf nochmals 18 Jahre im Ruhestand folgten.
Johann von Kunst starb im hohen Alter von 98 Jahren als ältester damaliger Militär des Kaiserreiches am 16. November in München. Der nur 15 Tage zuvor in Berlin verschiedene 93-jährige Generalfeldmarschall Friedrich von Wrangel war bis zu von Kunsts Tod irrtümlich für den ältesten Militär des Reiches gehalten worden.

### Mäzenatentum
Johann von Kunst brachte den Historienmaler Eduard Schwoiser nach München und unterstützte ihn in den ersten Jahren finanziell. Schließlich kannte er den damals jugendlichen Künstler, der aus Brüsau unweit von Bistrau stammte, von Besuchen bei der Bistrauer Herrin Ernestine von Langet. Von Kunst selbst war Mitglied des Münchner Kunstvereins.

## Auszeichnungen
- Komturkreuz des Verdienstordens der Bayerischen Krone[5]
- Komturkreuz des Verdienstordens vom heiligen Michael[5]
- Ehrenkreuz des Ludwig-Ordens[5]
- St. Stanislaus-Orden (Kaiserreich Russland)[5]
- Orden des heiligen Joseph (Toskana)[5]